# Jakob Emanuel Handmann
Jakob Emanuel Handmann (Basilea, 16 de agosto de 1718-Berna, 3 de noviembre de 1781) fue un pintor suizo, consumado retratista. Una de sus obras más famosas es el retrato del célebre matemático Leonhard Euler, pintado en 1753.

## Vida y obra

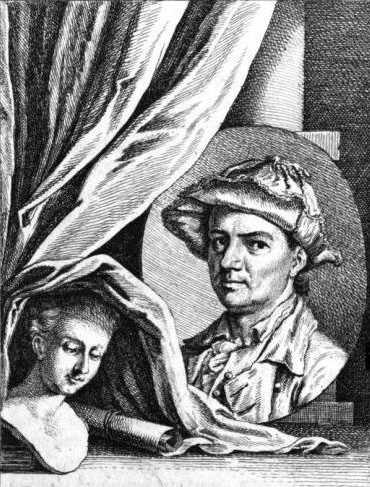
Retrato de Jakob Emanuel Handmann (1770)

Jakob Emanuel Handmann era el noveno hijo de Johann Jakob Handmann, un panadero y después alguacil de Waldenburg, y de su mujer Anna Maria Rispach. Entre 1735 y 1739 fue aprendiz en Schaffhausen del pintor y estucador Johann Ulrich Schnetzler. Hizo viajes de estudios a París, Roma y Nápoles. En París trabajó en el estudio de Jean Restout II, quién influyó en su trabajo. En 1742 Handmann viajó por Francia, y entró a trabajar en el estudio del retratista Hörling, con el que se asoció. Handmann era casi siempre el responsable de pintar los rostros de los clientes. En Italia trabajó entre otros en los estudios de Marco Benefial y Pierre Subleyras en Roma, dedicado principalmente a copiar obras maestras de la antigüedad clásica y del renacimiento.
En junio de 1746 volvió a Suiza, y en 1747 se estableció en Basilea, donde abrió su propio estudio. Muchos de sus clientes eran patricios de la ciudad y del área de Berna. Gracias al apoyo del noble estonio Carl Friedrich von Staal, Handmann se convirtió en miembro de la Accademia Clementina de Bolonia en 1773. Un viaje a Alemania en 1753 fue la última vez en que salió de su país nativo.
Fue contemporáneo y compatriota de los pintores Anton Graff, Jean Preudhomme, Angelica Kauffman, Johann Jakob Schalch,  Johann Caspar Füssli y de su hijo Johann Heinrich Füssli.

## Galería

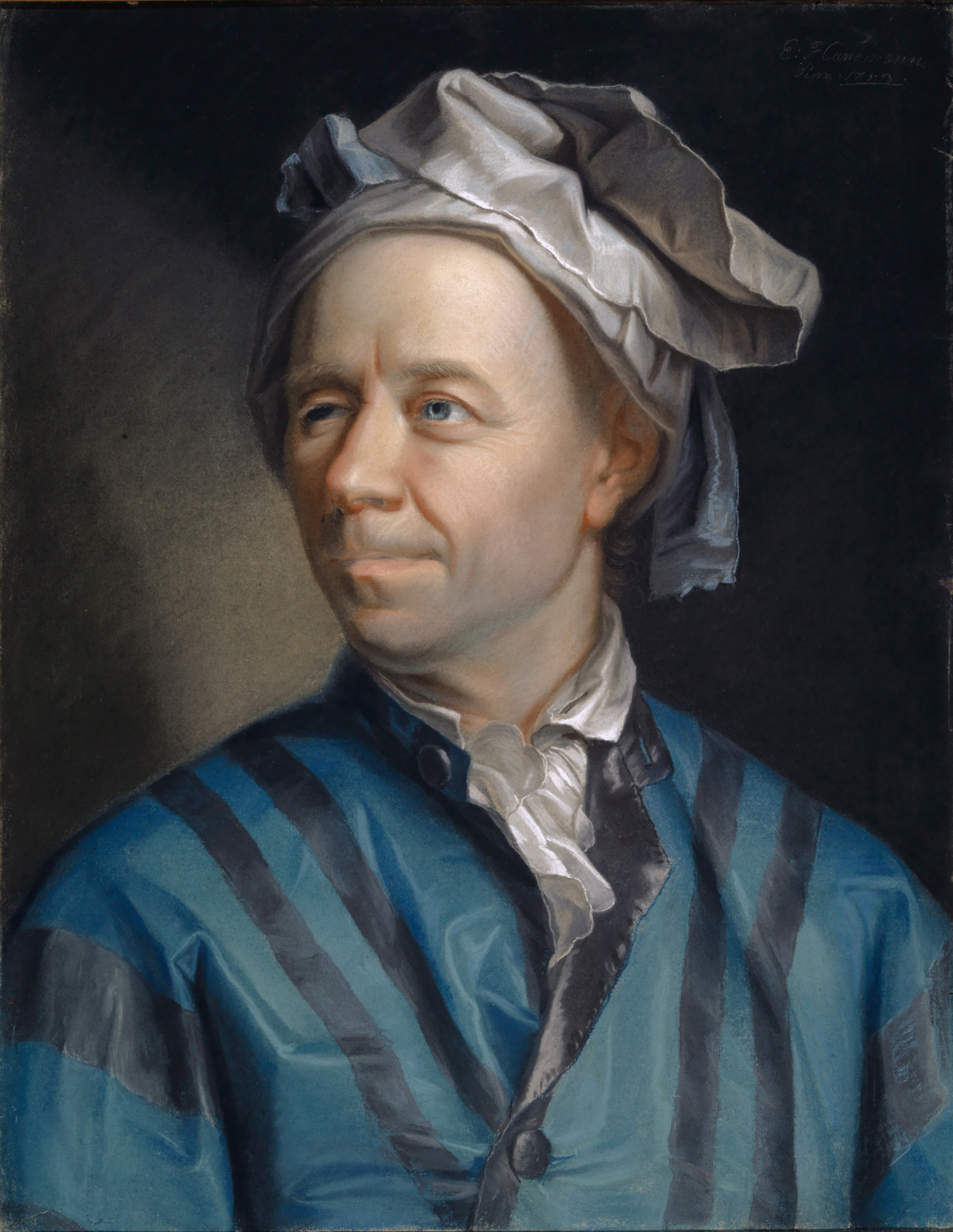
Leonhard Euler, 1753. Kunstmuseum Basel.
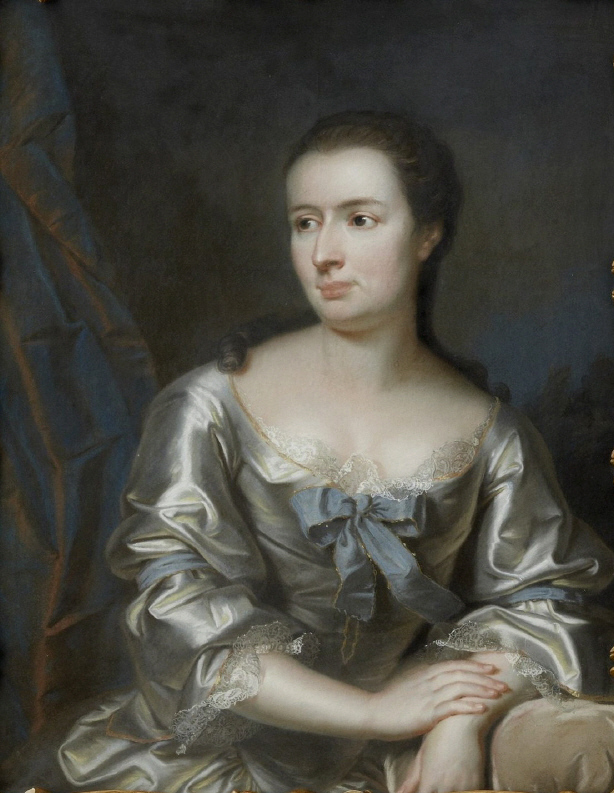
Johanna Margaretha Frisching, 1758 (pariente de Franz Rudolf Frisching)
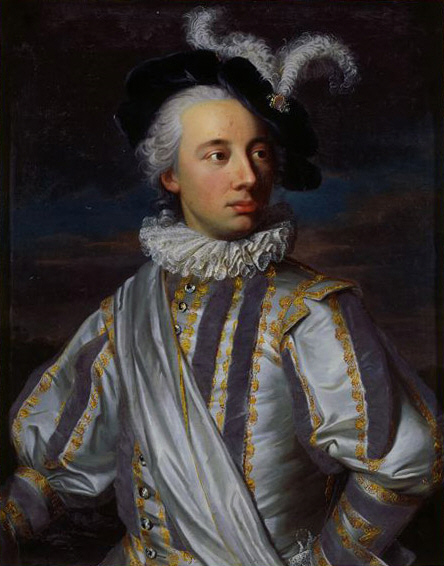
Niklaus von Tscharner, 1755
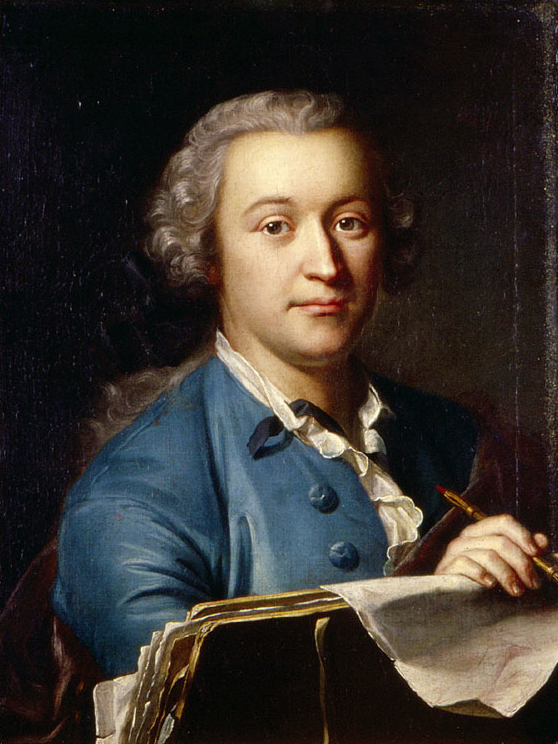
Johann Ludwig Aberli, 1751